# John Wetzel

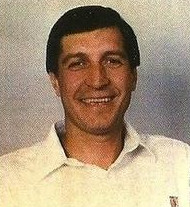
Wetzel em 1987.

John Wetzel (nascido em 22 de outubro de 1944) é um ex-jogador e treinador de basquetebol norte-americano. Iniciou sua carreira no Los Angeles Lakers, após ser escolhido pelo mesmo no Draft de 1966. Durante os sete anos em que jogou, Wetzel fez parte de três times: Lakers, Phoenix Suns e Atlanta Hawks. Após, treinou o Suns durante a Temporada da NBA de 1987-88. Além disso, serviu de auxiliar técnico em outras diversas equipes de basquetebol. Viruia-se a retirar em 2004.